# Sent Vit de Floriac
Saint-Vitte és un municipi francès, situat al departament de Cher i a la regió de Centre – Vall del Loira. L'any 2007 tenia 138 habitants.

## Demografia

### Població
El 2007 la població de fet de Saint-Vitte era de 138 persones. Hi havia 68 famílies, de les quals 28 eren unipersonals (20 homes vivint sols i 8 dones vivint soles), 28 parelles sense fills, 8 parelles amb fills i 4 famílies monoparentals amb fills.
La població ha evolucionat segons el següent gràfic:
Habitants censats

### Habitatges
El 2007 hi havia 109 habitatges, 66 eren l'habitatge principal de la família, 24 eren segones residències i 18 estaven desocupats. 97 eren cases i 1 era un apartament. Dels 66 habitatges principals, 49 estaven ocupats pels seus propietaris, 11 estaven llogats i ocupats pels llogaters i 6 estaven cedits a títol gratuït; 2 tenien una cambra, 10 en tenien dues, 13 en tenien tres, 19 en tenien quatre i 22 en tenien cinc o més. 29 habitatges disposaven pel capbaix d'una plaça de pàrquing. A 31 habitatges hi havia un automòbil i a 28 n'hi havia dos o més.

### Piràmide de població
La piràmide de població per edats i sexe el 2009 era:
| Homes | Edats   | Dones |
| ----- | ------- | ----- |
| 0     | 95 o +  | 0     |
| 8     | 90 a 94 | 0     |
| 0     | 85 a 89 | 4     |
| 0     | 80 a 84 | 0     |
| 4     | 75 a 79 | 0     |
| 8     | 70 a 74 | 4     |
| 0     | 65 a 69 | 8     |
| 4     | 60 a 64 | 8     |
| 8     | 55 a 59 | 0     |
| 4     | 50 a 54 | 16    |
| 8     | 45 a 49 | 4     |
| 8     | 40 a 44 | 4     |
| 8     | 35 a 39 | 4     |
| 4     | 30 a 34 | 0     |
| 4     | 25 a 29 | 4     |
| 4     | 20 a 24 | 0     |
| 4     | 15 a 19 | 4     |
| 4     | 10 a 14 | 0     |
| 4     | 5 a 9   | 8     |
| 0     | 0 a 4   | 0     |

## Economia
El 2007 la població en edat de treballar era de 85 persones, 55 eren actives i 30 eren inactives. De les 55 persones actives 46 estaven ocupades (31 homes i 15 dones) i 9 estaven aturades (6 homes i 3 dones). De les 30 persones inactives 11 estaven jubilades, 8 estaven estudiant i 11 estaven classificades com a «altres inactius».

### Ingressos
El 2009 a Saint-Vitte hi havia 61 unitats fiscals que integraven 133 persones, la mediana anual d'ingressos fiscals per persona era de 11.625 €.

### Activitats econòmiques
Dels 3 establiments que hi havia el 2007, 1 era d'una empresa de comerç i reparació d'automòbils, 1 d'una empresa d'hostatgeria i restauració i 1 d'una entitat de l'administració pública.
L'únic servei als particulars que hi havia el 2009 era un restaurant.
L'any 2000 a Saint-Vitte hi havia 15 explotacions agrícoles.

## Poblacions més properes
El següent diagrama mostra les poblacions més properes.